# Leonor Manso

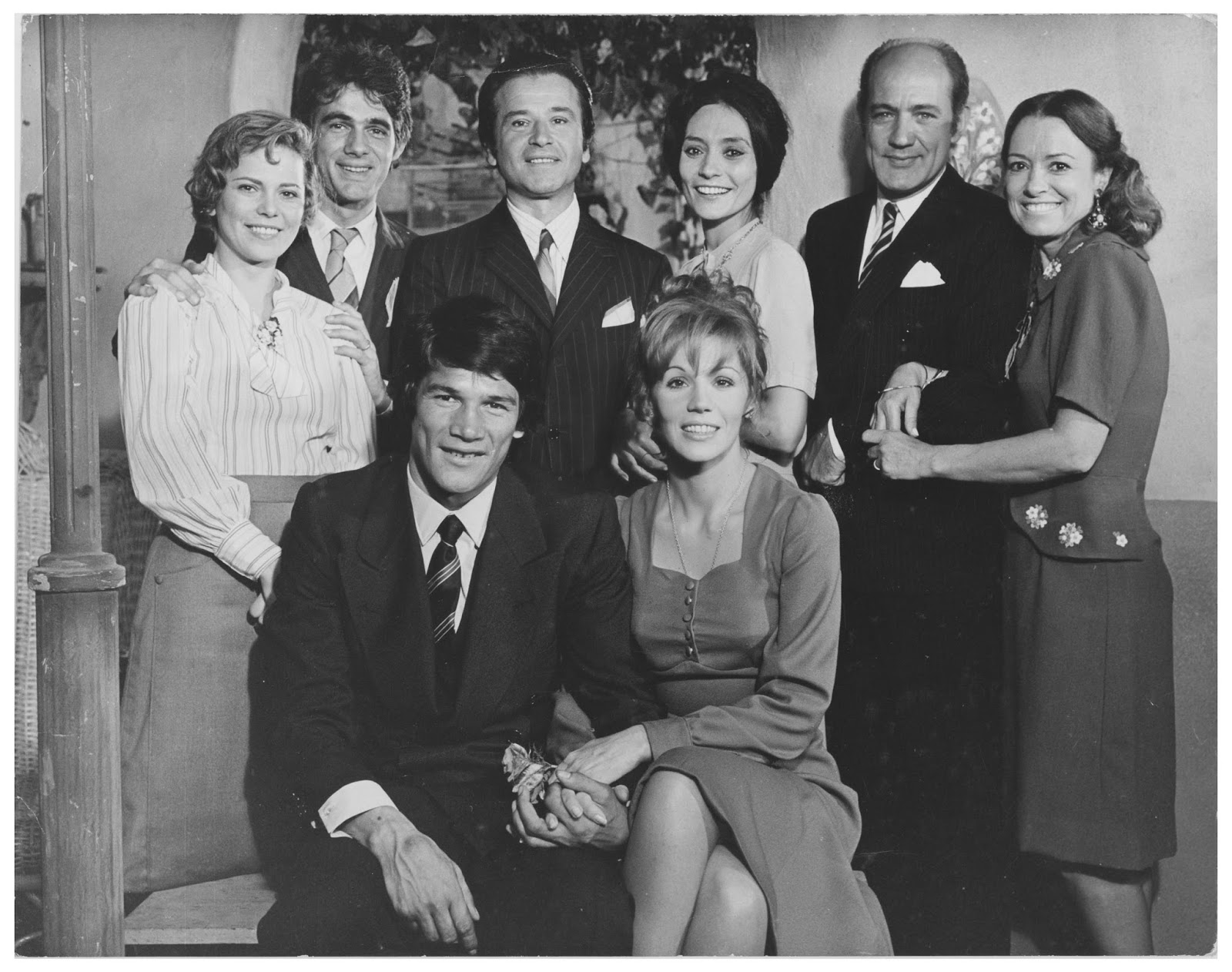
Leonor Manso con el elenco de La Mary.

Leonor Dionisia Manso (Ciudad de Buenos Aires; 16 de abril de 1948) es una actriz y directora de escena argentina que actuó tanto en cine, como en teatro y televisión.
Debutó en 1969 con la obra El deporte de mi madre loca. Trabajó en obras importantes como Las brujas de Salem (1972), Heda Gabler (1974) y Hamlet (1977). En cine trabajó junto a directores como Leopoldo Torre Nilson, Daniel Tinayre, Manuel Antín, Juan José Jusid y Fernando Solanas. Fue galardonada con los premios artísticos más importantes de su país, como ser; Premios Konex, Premios Martín Fierro, Premios Cóndor de Plata, Premios Clarín, entre otros.

## Carrera

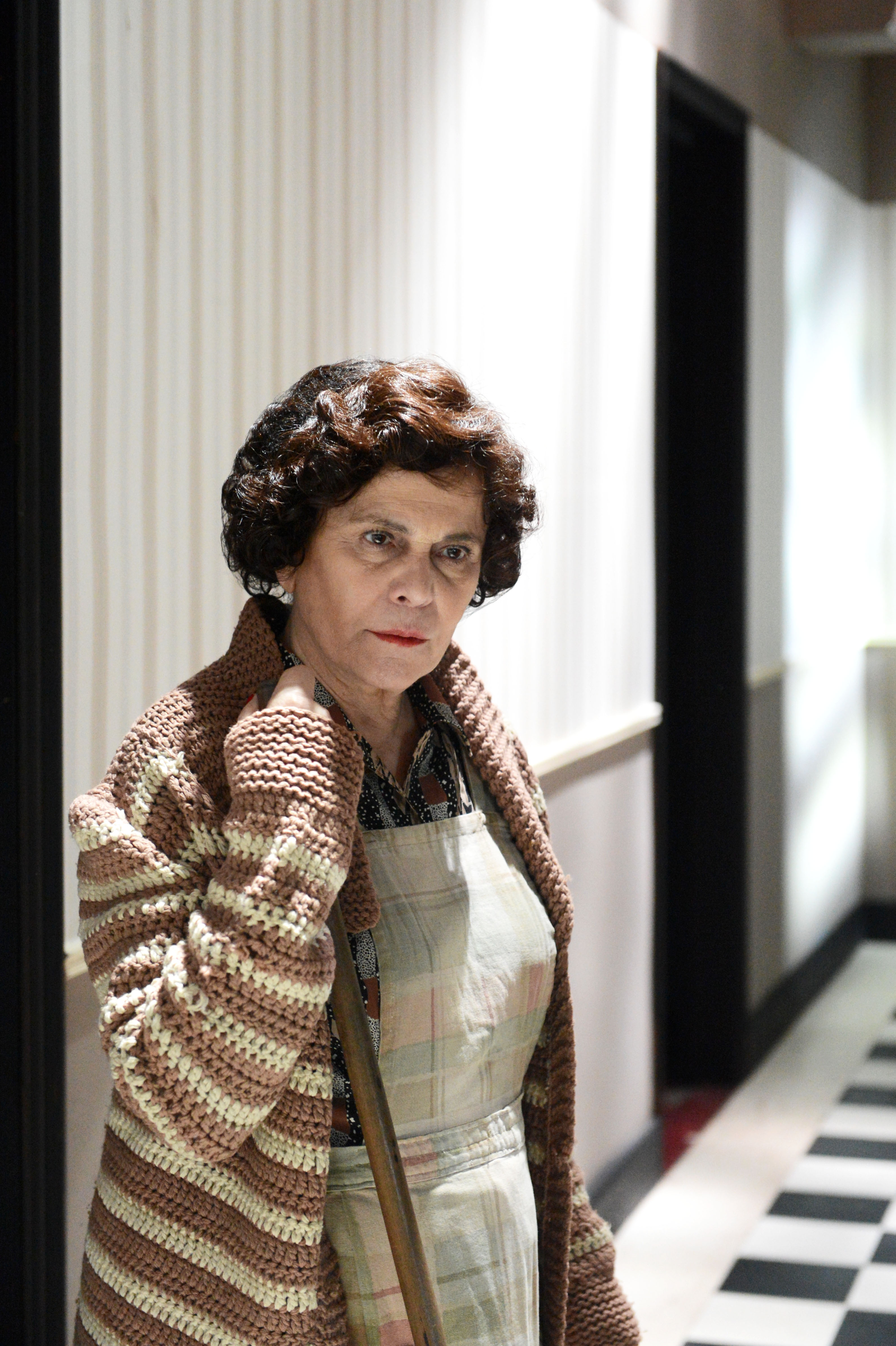
Manso en Los 7 Locos.

Leonor Manso nació en el barrio de Almagro en Buenos Aires donde vivió hasta los 4 años de edad, luego se mudó con su familia a Villa Ballester, allí hizo la primaria. Estudió la secundaria en la Escuela Normal de San Martín, donde también empezó a estudiar teatro gracias a su primo, el actor y director Roberto Castro. Abandonando sus estudios de Biología, Manso decidió enfocarse en la actuación. Se perfeccionó en teatro en el Instituto de Arte Moderno, pero al poco tiempo lo abandona y prosigue los mismos con Juan Carlos Gené. En una entrevista para La Nación comentó; Yo era muy tímida y estaba convencida que no servía para la actuación. Después cuando le tomé el gusto, me cambié a la escuela de Juan Carlos Gené, quien fue el primero que me habló del método Stanislavski. Recuerdo que, en una de sus primeras clases, Gené me preguntó “¿Qué le pasa que tiembla tanto?”. Le respondí: “No sé, le tengo miedo”.
Debutó en 1969 en teatro, en la obra El deporte de mi madre loca de Angélico (el autor de Lo que hay que tener), y con una participación en cine en Impasse. Su hermano fue el primer actor de teatro Víctor Manso con quien trabajó en la obra Las bruja de Salem junto a Alfredo Alcon, Alicia Bruzzo, José Slavin y Fernanda Mistral.
Manso también fue maestra de grado en dos colegios, uno en San Martín y otro en Villa Ballester. Enseñaba a sus alumnos a través de juegos teatrales y considera que es su único trabajo fuera de la carrera actoral.

## Vida personal
Entre 1969 y 1973 estuvo en pareja con el actor Ulises Dumont. Tuvieron un hijo, Enrique Dumont, nacido en 1970 quien es actor. Entre 1973 y 1980 estuvo en pareja con el actor Antonio Grimau. Tuvieron un hijo en 1974 llamado Lucas Antonio Rebolini, apellido real del padre. Entre 1981 y 2001 estuvo en pareja con el actor chileno radicado en Argentina, Patricio Contreras. Tuvieron una hija llamada Paloma Contreras, nacida en 1982, quien es actriz.
El 6 de febrero de 2010 su hijo Lucas, se presentó en el Hospital Fernández de la ciudad de Buenos Aires con un cuadro de excitación psicomotriz producto del consumo de cocaína. Luego de estar unos minutos en la guardia se escapó del lugar. Luego fue recapturado por la policía en las calles del barrio de Palermo, desde donde fue trasladado en ambulancia al mismo hospital, donde permaneció internado y falleció cuatro días más tarde, el 10 de febrero de 2010. Su cuerpo estuvo 34 días en la morgue sin ser identificado a pesar de que sus padres llevaban días buscándolo.

## Obras

### Filmografía[4]
| Año  | Título                              | Personaje          |
| ---- | ----------------------------------- | ------------------ |
| 1969 | Impasse (cortometraje)              | Mujer              |
| 1970 | El santo de la espada               | Dora               |
| 1971 | Argentino hasta la muerte           | Paula              |
| 1971 | Paula contra la mitad más uno       | Lina               |
| 1973 | Los siete locos                     | Hipolita           |
| 1974 | Boquitas pintadas                   | Antonia            |
| 1974 | La Mary                             | Luisa              |
| 1975 | La hora de María y el pájaro de oro | María              |
| 1975 | Las procesadas                      | Eugenia            |
| 1975 | Corazonada                          | Julieta            |
| 1976 | La casa de las sombras              | Audrey / Catherine |
| 1977 | Las locas                           | Renata             |
| 1978 | Allá lejos y hace tiempo            | Sofía              |
| 1979 | De cara al cielo                    | Beatris            |
| 1981 | Los crápulas                        | Manuela            |
| 1985 | El rigor del destino                | Ana                |
| 1987 | Made in Argentina                   | Yoli               |
| 1990 | Flop                                | Rosino             |
| 1991 | La última siembra                   | Lucía              |
| 1992 | Algunas mujeres (cortometraje)      | Inés               |
| 1993 | Patrón                              | Laura              |
| 1996 | S.O.S. Gulubú                       | Elena              |
| 1998 | La nube                             | Hilda              |
| 1999 | Cerca de la frontera                | Margarita          |
| 2001 | Ciudad del sol                      | Soledad            |
| 2001 | Contraluz                           | Francisca          |
| 2009 | Luisa                               | Luisa              |
| 2009 | Anita                               | Nora               |
| 2012 | Topos                               | Ana                |
| 2013 | ¿Quién mató a Mariano Ferreyra?     | Gladiz (Voz)       |
| 2014 | El borde del tiempo                 | Gabriela           |
| 2015 | Francisco. El Padre Jorge           | Rosa               |
| 2017 | El jardín de la clase media         | Nancy              |
| 2017 | Alicia                              | Alicia             |
| 2018 | Tierras prohibidas                  | Blanca             |
| 2018 | El azote del diablo                 | Alicia             |
| 2019 | La deuda                            | Mujer              |
| 2019 | La sabiduría                        | Carmen             |
| 2019 | Baldío                              |                    |

### Teatro[5]
Como directora:
- Frankie & Johnny en el Claro de Luna
- Aniquilados
- Instrucciones para un coleccionista de mariposas
- Don Chicho
- Soledad Tango
- Contracciones
- Noche de parias. (1994).
- Esperando a Godot
- Las amargas lágrimas de Petra von Kant. (2018).

Como actriz:
- Último Match junto a Enrique Pinti y Rodolfo Beban
- Madre Paz
- El patio de atrás junto a Cipe Lincobsky, Carlos Carela y Patricio Contreras
- La obra desaparecida
- El amo del mundo
- Solas
- Bodas de sangre
- La comandante Julieta
- 4.48 psicosis
- En auto
- Eclipse en camino
- Teresa Batista cansada de guerra
- El Cordero de Ojos azules
- El león en invierno (como Leonor de Aquitania)- Teatro Regina
- El luto le sienta a Electra

### Televisión
| Año  | Título                                  | Personaje             | Notas                         |
| ---- | --------------------------------------- | --------------------- | ----------------------------- |
| 1969 | El deporte de mi madre loca             | Leonor                | Rol secundario                |
| 1970 | Romance de lobos                        | Julia                 | Rol secundario                |
| 1970 | Las grandes novelas                     | Varios personajes     | Protagonista                  |
| 1971 | Las dos                                 | Alejandra             | Participación                 |
| 1972 | La Selva es mujer                       | Selva                 | Protagonista                  |
| 1972 | Las brujas de Salem                     | Matilde               | Rol secundario                |
| 1976 | Alguna vez, algún día                   | Carlota               | Rol secundario                |
| 1977 | Para todos                              | Rita                  | Participación                 |
| 1981 | Los exclusivos de Canal 9               | Leonor "Leo"          | Participación                 |
| 1982 | Periferia                               | Emilia García         | Rol secundario                |
| 1984 | Compromiso                              | Laura                 | Protagonista                  |
| 1985 | Capricho                                | Magdalena Bracho      | Rol secundario                |
| 1985 | La única noche                          | Elena                 | Protagonista                  |
| 1986 | Made in lanús                           | Ana Bosco             | Protagonista                  |
| 1988 | La rebelión de las mujeres              | Mirna                 | Protagonista                  |
| 1988 | La fiesta                               | Marina                | Rol secundario                |
| 1988 | Contracara                              | Natalia               | Participación                 |
| 1991 | Medida por medida                       | Ángela                | Protagonista                  |
| 1991 | Alta comedia                            | Varios personajes     | Participación                 |
| 1992 | Tirano Banderas                         | Marisa                | Rol secundario                |
| 1993 | Canto rodado                            | Pilar Esmella         | Rol secundario                |
| 1995 | Baja mar, la costa del silencio         | Amanda Burder         | Rol secundario                |
| 1996 | Archivo negro                           | Nora                  | Participación                 |
| 1997 | Socios y mas                            | Catalina              | Participación                 |
| 1997 | Señoras y señores                       | Magdalena Bianchi     | Rol secundario                |
| 1999 | Vulnerables                             | María Elena Soria     | Participación                 |
|      |                                         |                       | Participación                 |
| 2001 | Cuatro amigas                           | Blanca                | Participación                 |
| 2003 | Resistiré                               | Gloria Provenzano     | Rol secundario                |
| 2004 | Locas de amor                           | Olga Spinelli         | Rol secundario                |
| 2005 | Botines                                 | Raquel                | Epi. 2: "Autocontrol"         |
| 2005 | 1/2 falta                               | Nelida Jáveger        | Coprotagonista                |
| 2005 | Mujeres asesinas 1                      | Ofelia                | Epi. 20: "Ofelia, enamorada"  |
| 2006 | Mujeres asesinas 2                      | Ema                   | Epi. 15: "Ema, costurera"     |
| 2006 | Mujeres asesinas 2                      | Elena                 | Epi. 22: "Elena, protectora"  |
| 2006 | Mujeres asesinas 2                      | Beatriz               | Epi. 29: "Mónica, acorralada" |
| 2006 | Mujeres asesinas 2                      | Pilar                 | Epi. 35: "Pilar, esposa"      |
| 2006 | Bendita vida                            | Marta                 | Rol secundario                |
| 2009 | Tratame bien                            | Mabel                 | Participación                 |
| 2011 | El elegido                              | María Bilbao          | Coprotagonista                |
| 2013 | Farsantes                               | Aída Soria            | Rol secundario                |
| 2014 | Doce casas, Historia de mujeres devotas | Nelida                | Semana 8: "Historia de Teté"  |
| 2015 | Los siete locos y los lanzallamas       | La abuela bizca       | Rol secundario                |
| 2015 | Signos                                  | Beatriz Félix Lebrado | Participación                 |
| 2016 | Los ricos no piden permiso              | Esther Barrientos     | Rol secundario                |
| 2017 | Cuéntame cómo pasó                      | Herminia Torres       | Coprotagonista                |
| 2021 | La 1-5/18                               | Noelia Ceballos       | Rol secundario                |
| 2022 | Limbo                                   | Sara                  | Epi. 6: "Resurrección"        |

## Premios y nominaciones
Premios Martín Fierro
| Año  | Premio               | Categoría                         | Programa     | Resultado |
| ---- | -------------------- | --------------------------------- | ------------ | --------- |
| 1999 | Premio Martín Fierro | Actriz de Reparto                 | Vulnerables  | Ganadora  |
| 2000 | Premio Martín Fierro | Actriz de Reparto                 | Vulnerables  | Nominada  |
| 2009 | Premio Martín Fierro | Participación Especial en Ficción | Tratame bien | Nominada  |
| 2011 | Premio Martín Fierro | Actriz de Reparto                 | El elegido   | Nominada  |

Reconocimientos
- 1972: Premio Talía a Revelación Femenina (por Los Mirasoles).
- 1972: Premio Talía a mejor actriz de reparto (por Las brujas de Salem).
- 1974: Premio Revelación Femenina otorgado por Cronistas Cinematográficos (por Los siete locos).
- 1975: Nominada a Mejor Actriz de Reparto por Cronistas Cinematográficos (por Boquitas pintadas).
- 1983: Premio Molière a mejor actriz (por Amadeus).
- 1986: Premio Estrella de Mar a mejor actriz (por Made in Lanús).
- 1986: Premio María Guerrero a mejor actriz (por Made in Lanús).
- 1992: Premio Cóndor de Plata a mejor actriz (por Made in Argentina).
- 1987: Premio del Festival Valladolid (España) a mejor actriz (por Made in Argentina).
- 1987: Premio Alicante de Teatro a mejor actriz extranjera (por Made in Lanús).
- 1987: Premio Nacional del Teatro a mejor actriz 1985-1986 (por Pepino ´88).
- 1987: Premio Platea a mejor actriz (por Made in Argentina).
- 1987: Premio Prensario a mejor actriz (por Made in Argentina).
- 1989: Premio Estrella de Mar a mejor unipersonal (por Yo Alfonsina).
- 1991: Premio Konex Diploma al Mérito por su labor dramática en cine y teatro.
- 1992: Premio Cóndor de Plata a mejor actriz de reparto (por La última siembra).
- 1996: Premio Cóndor de Plata a mejor actriz de reparto (por Patrón).
- 1998: Premio Estrella de Mar por su labor como directora (por Esperando a Godot).
- 1999: Nominada a Mejor Actriz de Reparto por Cronistas Cinematográficos (por La nube).
- 2001: Nominada a Mejor Actriz de Reparto por Cronistas Cinematográficos (por Cerca de la frontera).
- 2003: Premio Clarín a mejor dirección en teatro (por Don Chicho).
- 2006: Premio ACE a mejor actriz en comedia y/o comedia dramática (por En auto).
- 2006: Premio ACE a mejor actuación en unipersonal (por 4.48 psicosis).
- 2003: Premio Clarín a mejor actuación en unipersonal (por 4.48 psicosis).
- 2009: Premio Sur a mejor actriz de reparto (por Anita).
- 2010: Nominada a Mejor Actriz de Reparto por Cronistas Cinematográficos (por Luisa).
- 2011: Premio Konex Diploma al Mérito - Actriz de Teatro.
- 2013: Premio ACE a mejor actriz en drama (por El león en invierno).
- 2013: Nominada al Premio Tato como mejor actriz de reparto (por Farsantes).